# WWE 205 Live
WWE 205 Live, còn gọi là 205 Live, là một chương trình đấu vật được tổ chức bởi WWE, tất cả đô vật tham gia chương trình đều nặng từ 93 kg trở xuống.